# Ctenodontina maya
Ctenodontina maya is een vliegensoort uit de familie van de roofvliegen (Asilidae). De wetenschappelijke naam van de soort is voor het eerst geldig gepubliceerd in 1953 door Carrera & Andretta.